# 札幌サンプラザ
札幌サンプラザ（英: Sapporo Sunplaza）は、札幌市北区にある複合施設。正式名称は「札幌勤労者職業福祉センター」。

## 概要
勤労者の雇用の促進と福祉の向上を目的とした勤労者福祉施設として札幌市と北海道が協力して誘致を行い、雇用促進事業団（後の雇用・能力開発機構、現在の高齢・障害・求職者雇用支援機構）が主体となって札幌市と共同で札幌市交通局の市電幌北車庫跡地に施設を建設し、1986年（昭和61年）に開業した。一般財団法人札幌勤労者職業福祉センターが管理運営を担っており、プール、コンサートホール、文化教室、宿泊、レストラン、会議・研修、宴会などの事業を実施している。2004年（平成16年）に国の「特殊法人等整理合理化計画」によって札幌市が施設を取得した。プールは北区の公的温水プールとしての役割があるほか、コンサートホールは「優良ホール100選」に選定されている。「札幌市就業サポートセンター」はハローワーク、民間職業紹介事業者、札幌市が共同して無料の職業紹介サービスを行っている施設である。

## 施設
温水プール
- 25 m×7コース

コンサートホール
- 座席数506席（移動席10席）
- 舞台
- ホワイエ
- 楽屋1・2（洋室、各25 m²）
- 楽屋3（和室、26 m²）
- リハーサル室

文化教室
- 教室
- 教室B・C

宿泊
- 客室
  - シングルルーム（17 m²）
  - ツインルーム（25 m²）
  - ラージツインルーム（34 m²）
  - 身体障害者用ツインルーム（34 m²）
- コインランドリー

カフェ・レストラン
- カフェ「ノール・エルト・カフェ」
- レストラン「アヴァンクール」

会議・宴会
- 金枝の間（着席利用300名、立席利用450名）
- 高砂の間（着席利用150名、立席利用200名）
- 玉葉の間（着席利用120名、立席利用180名）
- 平安の間（着席利用60名、立席利用100名）
- 福の間（着席利用10名）
- 柏の間（着席利用30名、立席利用50名）
- 松の間（着席利用20名、立席利用40名）
- 竹の間（着席利用20名、立席利用40名）
- 梅の間（着席利用20名、立席利用30名）
- 桜の間（着席利用20名、立席利用30名）
- 菊の間（着席利用30名、立席利用50名）
- 蘭の間（着席利用20名、立席利用30名）
- 藤の間（着席利用10名、立席利用20名）
- ライラックの間（定員15名）
- すずらんの間（46畳、定員50名）
- はまなすの間（20畳、定員20名）
- 茶室 滴庵（10畳、定員12名）

北海道障害者職業センター
- 北海道障害者職業センターは、障害者職業カウンセラーなどを配置しており、ハローワーク（公共職業安定所）や障害者就業・生活支援センターとも連携し、障害がある中で就職や職場復帰を目指す方、障害者雇用を検討している或いは雇用している事業主の方、障害のある方の就労を支援する関係機関の方々に対しての支援・サービスを提供している[7]。

札幌市北区第1地域包括支援センター
- 地域包括支援センター

札幌市就業サポートセンター
- 「ハローワークプラザ北24」併設[8]

ふれあい広場

## アクセス
札幌市北区役所隣に位置している。
- 札幌市営地下鉄南北線北24条駅から徒歩約3分

## 参考資料
- “札幌勤労者職業福祉センター（札幌サンプラザ）の今後の活用方針” (PDF).  札幌市 (2016年). 2018年3月5日閲覧。